# Раховская городская община
Раховская городская общи́на (укр. Рахівська міська громада) — территориальная община в Раховском районе Закарпатской области Украины.
Административный центр — город Рахов.
Население составляет 23 625 человек. Площадь — 254,2 км².

## Населённые пункты
В состав общины входит 1 город (Рахов) и 6 сёл:
- Белин
- Деловое
- Круглый
- Хмелёв
- Костылёвка
- Ольховатый